# Валло-Торинезе
Валло-Торинезе (італ. Vallo Torinese, п'єм. Val) — муніципалітет в Італії, у регіоні П'ємонт,  метрополійне місто Турин.
Валло-Торинезе розташоване на відстані близько 550 км на північний захід від Рима, 23 км на північний захід від Турина.
Населення — 780 осіб (2014).
Щорічний фестиваль відбувається 26 серпня. Покровитель — San Secondo.

## Демографія
Населення за роками:

Станом на 1 січня 2023 року в муніципалітеті офіційно проживало 37 іноземців з 8 країн, серед них 28 громадян країн Євросоюзу та 4 громадяни України.

## Сусідні муніципалітети
- Кафассе
- Ф'яно
- Джерманьяно
- Варизелла
- Віу